# Shichirō Kobayashi
Shichirō Kobayashi (小林 七郎, Kobayashi Shichirō), né le 30 août 1932 dans le village d'Oketo (devenu un bourg depuis) à Hokkaidō au Japon et mort le 25 août 2022, est un directeur artistique dans le domaine de l’animation. Il est de plus professeur invité à l'université de design de Kobe depuis 2008 ainsi qu’ancien directeur représentant de la société Kobayashi production qu’il a fondée.

## Carrière
Diplômé de l’université d'art de Musashino, il rejoint le studio Toei Animation en 1966, puis fonde Kobayashi Production en 1968, société spécialisée dans le travail de l’animation. Il est chargé de la direction artistique de nombreuses œuvres importantes de l’animation japonaises comme Dokonjō Gaeru, Ganba no bōken, Ashita no Joe, Le Château de Cagliostro, Creamy, merveilleuse Creamy, Lamu : Un rêve sans fin, L'Œuf de l'ange ou encore Utena, la fillette révolutionnaire. Il a de plus supervisé ou formé plusieurs décorateurs reconnus tels que Kazuo Oga et Ogura Hiromasa,.
En 2006, il reçoit le Grand Prix de la direction artistique du magazine Anime (アニメ雑誌). Puis il est distingué pour l’ensemble de son œuvre au Tokyo International Anime Fair en 2009 et par l’Agence pour les affaires culturelles en 2011 (section mérite cinématographique).
Sa société Kobayashi Production, spécialisée notamment dans la réalisation de décors à la main, est dissoute le 28 février 2011.

## Œuvres
- 1972 : Dokonjō Gaeru (direction artistique)
- 1972 : Panda Petit Panda (direction artistique)
- 1975 : Ganba no bōken (direction artistique)
- 1979 : Le Château de Cagliostro (direction artistique)
- 1981 : Ashita no Joe 2 (direction artistique)
- 1983 : Creamy, merveilleuse Creamy (direction artistique, décors)
- 1984 : Lamu : Un rêve sans fin (direction artistique)
- 1985 : L'Œuf de l'ange (direction artistique, décors)
- 1997 : Utena, la fillette révolutionnaire (direction artistique)
- 1997-1998 : Berserk (direction artistique)
- 2007 : Nodame Cantabile (direction artistique)